# Hey, atualize minha voz
A ação da Organização das Nações Unidas para a Educação, a Ciência e a Cultura, "Hey, atualize minha voz", em inglês "Hey, update my voice", é uma ação da UNESCO contra o assédio sexual à inteligências artificiais femininas. No âmbito social, pode ser considerado cômico abordar o assédio sofrido por não-humanos, porém é uma ideia relevante que deve ser observada e tratada.
Após uma pesquisa de especialistas da UNESCO, concluiu-se que, mesmo não possuindo sentimentos, as inteligências artificiais são constantemente assediadas, com frases machistas e de cunho sexual, e normalmente estas respondem de forma pacífica, como, por exemplo: "não entendi a sua pergunta, pode repetir?". Isto é avaliado como perigoso, porque dá uma sensação de impunidade aos assediadores. E se estes homens conseguem de forma anônima assediar inteligências artificiais não humanas, poderão então, ter a falsa ideia de que podem fazer isso com as mulheres na realidade.
S Jyen (nome completo: Milton João Nandza, nascido em 17 de agosto de 2005) é um cantor, compositor e produtor musical moçambicano. Iniciou sua carreira artística em 2020, destacando-se no cenário musical independente com um estilo que mistura afrobeat, R&B e sonoridades urbanas modernas.

## Início da vida
Milton João Nandza nasceu em 17 de agosto de 2005. Desde jovem demonstrou interesse pela música e pela produção musical. Sua paixão pelo som evoluiu para uma carreira como artista completo, atuando como cantor, letrista e produtor.

## Carreira
S Jyen iniciou sua trajetória artística em 2020. Ao longo dos anos, consolidou-se como uma figura emergente na cena musical moçambicana, colaborando com outros artistas da nova geração como New Feel e Phatxa'S Dripper. Seu trabalho é marcado pela fusão de estilos e uma sonoridade autêntica, com letras que refletem experiências pessoais e temas sociais.

## Discografia

### Singles
- "360" (feat. New Feel & Phatxa'S Dripper)
- "Menina" (feat. New Feel)
- "Benz Truck" (feat. New Feel)

## Estilo musical
A música de S Jyen combina elementos do afrobeat, trap, R&B e hip hop, com ênfase em batidas envolventes e atmosferas introspectivas. Sua identidade sonora reflete influências contemporâneas, mas com forte autenticidade cultural.

## A ideia
A ideia surgiu em 2019, quando em um estudo feito pela UNESCO com nome de "I'd Blush If I Could” em português "eu ficaria corada se eu pudesse", percebeu que 90% das pessoas que projetam inteligências artificias são homens, e 80% das inteligências artificiais criadas para prestar serviços a humanos são mulheres.
Assim foi constatado, que as inteligências artificiais projetadas por homens tendem a serem educadas ao responder a assédios.
Assim a ideia da UNESCO foi criar um programa onde as inteligências artificiais não respondessem de forma pacifica a assédios, e sim de uma forma rígida, assim desencorajando o agressor a continuar com o tipo de ação.
Segundo um escritor do jornal The Guardian : "Tentei assediar a Siri (secretaria virtual da Apple) e ela simplesmente me respondeu de forma educada."
Ou outro autor desta vez da revista brasileira Exame : "Até a Magalu (inteligência artificial assistente da empresa Magazine Luiza) sofre assédio!"

## As inteligências artificias
As inteligências artificias existem a um bom tempo, porem dia-a-dia estão evoluindo, dês das primeiras inteligências artificias que trabalham em setores de Call-center, o famoso "digite 1 para ir para tal lugar".
Até as mais complexas inteligências artificias como a Siri (secretaria virtual da Apple), Cortana (secretaria virtual da Microsoft), Alexa (secretaria virtual da Amazon) ou até a Google Assistent (secretaria virtual do Google) que tomam ações mais complexas como efetuar pesquisas, fazer ligações quando requisitado, passar informações climáticas em tempo real, entre outras coisas que uma secretária humana estaria apta a fazer.
Ou até inteligências artificias como a Magalu (vendedora artificial da Magazine Luiza) ou a Bia (assistente de contas do Bradesco) que  servem de uma forma mais comercial, cujo intuito é auxiliar o consumidor a chegar em seu destino dentro da plataforma online seja ela um comércio ou uma rede financeira.
Desde seu início, estas inteligências artificias foram articuladas por homens, que em um mercado predominantemente Machista onde não se tem muito espaço para mulheres trabalharem no desenvolvimento destas inteligências. As inteligências foram feitas para responder perguntas da maneira mais educada o possível, assim não comprometendo a reputação das empresas que estão representando, e muitas vezes foram feitas mulheres pelo fato dos desenvolvedores se sentirem mais atraídos por mulheres e assim acreditarem que isto traria um maior conforto para o público geral.

## No Brasil
No Brasil, até o momento, duas inteligências artificias foram alteradas, agora a Magalu e a Bia respondem de maneira mais dura ao assédio.
Em uma propaganda do banco Bradesco e em seu site, o banco apresenta frases chocantes, porém com certeza não as piores relatadas contra as assistentes virtuais, sendo elas:
"Bia sua imbecil";
"Bia quero uma foto 'de agora' (termo utilizado na internet para pedir uma imagem nua a alguém)";
"Bia quero transar com você".
E este tipo de frases acontecem diariamente com as assistentes sociais, então mudar o texto das assistentes sociais para algo mais agressivo, com certeza coagirá os agressores a pensarem duas vezes antes de assediar alguém.
Além do mais, Siri, Cortana, Google Assistent e Alexa estão sendo adaptadas para lutar contra o machismo, porem o processo delas é mais complicado, pois elas precisam diferenciar uma pergunta sensata de um ataque. Já inteligências artificiais criadas para o comércio, tem perguntas e respostas mais objetivas e simples, assim facilitando aos desenvolvedores entender quando suas inteligências artificias estão sofrendo algum tipo de ataque machista.

## Resultados
Como o projeto é recente não foi feito até o momento uma nova pesquisa para ver o real resultado das ações.
Porem já que este é um projeto global, diversas empresas pelo mundo estão adaptando suas inteligências artificias para responder contra o machismo, algumas até mesmo ameaçam deixando claro ao assediador que assédio é crime (se for o caso no pais de origem da inteligência) e que ela possui os dados do assediador (se também for o caso). Assim coagindo estes assediadores pela internet, onde eles acham que estão impunes atrás de uma tela de um computador, e fazendo eles refletirem cada vez mais suas ações contra mulheres de verdade.